# 200 meter medley för herrar i simning vid olympiska sommarspelen 2020
Herrarnas 200 meter medley vid olympiska sommarspelen 2020 avgjordes 28–30 juli 2021 i Tokyo Aquatics Centre.
Det var 12:e gången 200 meter medley fanns med som en gren vid OS. Grenen hölls först 1968 och 1972 och har sedan 1984 varit med i varje upplaga av olympiska sommarspelen.

## Rekord
Före tävlingarna gällde dessa rekord:
| Världsrekord     | Ryan Lochte (USA)    | 1.54,00 | Shanghai, Kina | 28 juli 2011    | [ 2 ] [ 3 ] |
| Olympiskt rekord | Michael Phelps (USA) | 1.54,23 | Peking, Kina   | 15 augusti 2008 | [ 4 ]       |

## Schema
Alla tiderna är UTC+9.
| Datum        | Tid   | Omgång      |
| ------------ | ----- | ----------- |
| 28 juli 2021 | 19:54 | Försöksheat |
| 29 juli 2021 | 12:08 | Semifinaler |
| 30 juli 2021 | 11:16 | Final       |

## Resultat

### Försöksheat
Simmarna med de 16 bästa tiderna gick vidare till semifinal.
| Placering | Heat | Bana | Namn                 | Nationalitet              | Tid     | Noteringar |
| --------- | ---- | ---- | -------------------- | ------------------------- | ------- | ---------- |
| 1         | 6    | 4    | Michael Andrew       | USA                       | 1.56,40 | Q          |
| 2         | 6    | 3    | Jérémy Desplanches   | Schweiz                   | 1.56,89 | Q          |
| 3         | 6    | 1    | Lewis Clareburt      | Nya Zeeland               | 1.57,27 | Q, 0NR0    |
| 4         | 5    | 3    | Chase Kalisz         | USA                       | 1.57,38 | Q          |
| 5         | 6    | 2    | Kosuke Hagino        | Japan                     | 1.57,39 | Q          |
| 5         | 6    | 5    | Duncan Scott         | Storbritannien            | 1.57,39 | Q          |
| 7         | 5    | 5    | Wang Shun            | Kina                      | 1.57,42 | Q          |
| 8         | 5    | 6    | Alberto Razzetti     | Italien                   | 1.57,46 | Q          |
| 9         | 4    | 4    | Mitch Larkin         | Australien                | 1.57,50 | Q          |
| 10        | 4    | 7    | László Cseh          | Ungern                    | 1.57,51 | Q          |
| 11        | 4    | 5    | Hugo González        | Spanien                   | 1.57,61 | Q          |
| 12        | 3    | 7    | Tomoe Hvas           | Norge                     | 1.57,64 | Q, 0NR0    |
| 13        | 4    | 3    | Philip Heintz        | Tyskland                  | 1.57,72 | Q          |
| 14        | 5    | 2    | Andrey Zhilkin       | ROC                       | 1.57,94 | Q          |
| 15        | 4    | 2    | Matthew Sates        | Sydafrika                 | 1.58,08 | Q          |
| 16        | 5    | 4    | Daiya Seto           | Japan                     | 1.58,15 | Q          |
| 17        | 4    | 1    | Finlay Knox          | Kanada                    | 1.58,29 |            |
| 18        | 5    | 1    | Léon Marchand        | Frankrike                 | 1.58,30 |            |
| 19        | 6    | 7    | Caio Pumputis        | Brasilien                 | 1.58,36 |            |
| 20        | 6    | 6    | Hubert Kós           | Ungern                    | 1.58,47 |            |
| 21        | 4    | 8    | Gabriel Lopes        | Portugal                  | 1.58,56 |            |
| 22        | 3    | 4    | Brendon Smith        | Australien                | 1.58,57 |            |
| 23        | 3    | 6    | Jacob Heidtmann      | Tyskland                  | 1.58,80 |            |
| 24        | 5    | 8    | Andreas Vazaios      | Grekland                  | 1.58,84 |            |
| 25        | 2    | 5    | Vinicius Lanza       | Brasilien                 | 1.58,92 |            |
| 26        | 4    | 6    | Qin Haiyang          | Kina                      | 1.58,95 |            |
| 26        | 3    | 1    | Ron Polonsky         | Israel                    | 1.58,95 |            |
| 28        | 6    | 8    | Alexis Santos        | Portugal                  | 1.59,32 |            |
| 29        | 3    | 5    | Maxim Stupin         | ROC                       | 1.59,39 |            |
| 30        | 2    | 1    | Arjan Knipping       | Nederländerna             | 1.59,44 | 0NR0       |
| 30        | 2    | 4    | Gal Cohen Groumi     | Israel                    | 1.59,44 |            |
| 32        | 3    | 8    | Bernhard Reitshammer | Österrike                 | 1.59,56 |            |
| 33        | 3    | 3    | Danas Rapšys         | Litauen                   | 1.59,90 |            |
| 34        | 5    | 7    | Joe Litchfield       | Storbritannien            | 2.00,11 |            |
| 35        | 2    | 6    | Apostolos Papastamos | Grekland                  | 2.00,38 |            |
| 36        | 2    | 7    | Tomas Peribonio      | Ecuador                   | 2.00,62 |            |
| 37        | 3    | 2    | Wang Hsing-hao       | Kinesiska Taipei          | 2.00,72 |            |
| 38        | 2    | 2    | José Ángel Martínez  | Mexiko                    | 2.01,34 |            |
| 39        | 2    | 8    | Jarod Arroyo         | Puerto Rico               | 2.01,92 |            |
| 40        | 1    | 3    | Tyler Christianson   | Panama                    | 2.02,70 | 0NR0       |
| 41        | 1    | 6    | Munzer Kabbara       | Libanon                   | 2.03,08 |            |
| 42        | 2    | 3    | Raphaël Stacchiotti  | Luxemburg                 | 2.03,17 |            |
| 43        | 1    | 4    | Keanan Dols          | Jamaica                   | 2.04,29 |            |
| 44        | 1    | 5    | Christoph Meier      | Liechtenstein             | 2.04,34 |            |
| 45        | 1    | 2    | Tasi Limtiaco        | Mikronesiska federationen | 2.07,69 |            |

### Semifinaler
Simmarna med de 8 bästa tiderna gick vidare till final.
| Placering | Heat | Bana | Namn               | Nationalitet   | Tid     | Noteringar |
| --------- | ---- | ---- | ------------------ | -------------- | ------- | ---------- |
| 1         | 2    | 6    | Wang Shun          | Kina           | 1.56,22 | Q          |
| 2         | 1    | 3    | Duncan Scott       | Storbritannien | 1.56,69 | Q          |
| 3         | 1    | 8    | Daiya Seto         | Japan          | 1.56,86 | Q          |
| 4         | 2    | 4    | Michael Andrew     | USA            | 1.57,08 | Q          |
| 5         | 1    | 4    | Jérémy Desplanches | Schweiz        | 1.57,38 | Q          |
| 6         | 2    | 3    | Kosuke Hagino      | Japan          | 1.57,47 | Q          |
| 7         | 2    | 5    | Lewis Clareburt    | Nya Zeeland    | 1.57,55 | Q          |
| 8         | 1    | 2    | László Cseh        | Ungern         | 1.57,64 | Q          |
| 9         | 1    | 6    | Alberto Razzetti   | Italien        | 1.57,70 |            |
| 10        | 2    | 2    | Mitch Larkin       | Australien     | 1.57,80 |            |
| 11        | 2    | 7    | Hugo González      | Spanien        | 1.57,96 |            |
| 12        | 1    | 5    | Chase Kalisz       | USA            | 1.58,03 |            |
| 13        | 2    | 1    | Philip Heintz      | Tyskland       | 1.58,13 |            |
| 14        | 2    | 8    | Matthew Sates      | Sydafrika      | 1.58,75 |            |
| 15        | 1    | 1    | Andrey Zhilkin     | ROC            | 1.59,05 |            |
| 16        | 1    | 7    | Tomoe Hvas         | Norge          | 2.00,21 |            |

### Final
| Placering | Bana | Namn               | Nationalitet   | Tid     | Noteringar |
| --------- | ---- | ------------------ | -------------- | ------- | ---------- |
| 1         | 4    | Wang Shun          | Kina           | 1.55,00 | 0AR0 NR0   |
| 2         | 5    | Duncan Scott       | Storbritannien | 1.55,28 | 0NR0       |
| 3         | 2    | Jérémy Desplanches | Schweiz        | 1.56,17 | 0NR0       |
| 4         | 3    | Daiya Seto         | Japan          | 1.56,22 |            |
| 5         | 6    | Michael Andrew     | USA            | 1.57,31 |            |
| 6         | 7    | Kosuke Hagino      | Japan          | 1.57,49 |            |
| 7         | 8    | László Cseh        | Ungern         | 1.57,68 |            |
| 8         | 1    | Lewis Clareburt    | Nya Zeeland    | 1.57,70 |            |